# Cratere Gregory (Luna)
Gregory è un cratere lunare di 63,9 km situato nella parte nord-occidentale della faccia nascosta della Luna, a sudest del cratere Ibn Firnas e a nord-nordest del cratere Bečvář. A nord è invece presente il cratere Morozov. A est del cratere Gregory è presente la Catena Gregory.
Il cratere è eroso e adiacente al bordo esterno a sudovest è presente 'Gregory Q'. All'interno della superficie interna, lungo la parete interna a nordovest sono presenti i resti del bordo di un piccolo cratere.
Il cratere è dedicato all'astronomo scozzese James Gregory.

## Crateri correlati
Alcuni crateri minori situati in prossimità di Gregory sono convenzionalmente identificati, sulle mappe lunari, attraverso una lettera associata al nome.
| Gregory | Coordinate            | Diametro (in km) |
| ------- | --------------------- | ---------------- |
| K       | 0°27′36″S 128°40′12″E | 26,97            |
| Q       | 0°11′24″N 125°56′24″E | 68,59            |